# Bismarckturm (Metz)
Der Bismarckturm Metz ist ein Aussichtsturm, der zu Ehren des Reichskanzlers Otto von Bismarck 1901/1902 errichtet wurde. Er befindet sich in der Nähe der Stadt Metz in der Region Lothringen im Nordosten Frankreichs. Er ist einer der rund 240 Bismarcktürme, die in dieser Zeit entstanden.

## Geschichte
Nach dem Tod Bismarcks im Jahr 1898 gab es im Deutschen Kaiserreich eine breite Bewegung, die Denkmäler für den früheren Reichskanzler errichten ließ. Auch in Metz, damals Teil des Reichslandes Elsaß-Lothringen, regte eine Gruppe von Bismarck-Anhängern im Winter 1898 an, in der Stadt einen Bismarckturm zu bauen. Noch im selben Jahr wurde beschlossen, auf einer Anhöhe des Berges Saint Quentin in Le Ban-Saint-Martin, westlich des Stadtzentrums den Modellentwurf Götterdämmerung des Architekten Wilhelm Kreis errichten zu lassen. Die Gesamtkosten für den Turmbau betrugen 15.000 Mark, die durch Spendensammlungen und Vorträge zum Besten der Bismarcksäule aufgebracht wurden. Ausgeführt wurden die Maurerarbeiten durch die Firma Haase und Schott aus Metz. Als Bauleiter fungierte der Königliche Baurat Herzfeld aus Metz.

## Architektur
Der heute von dichtem Wald eingewachsene Turm hat eine Höhe von 13,5 Metern. Er steht auf einem vierstufigen Sockel. Der Turmsockel hat eine Gesamthöhe von 1,50 Metern. In diesem war ursprünglich ein Relief des Kanzlers mit Eichenlaub zu sehen.